# Lola Sánchez Caldentey
María Dolores Sánchez Caldentey, més coneguda com a Lola Sánchez Caldentey   (València, 17 de març de 1978), és una politòloga i sociòloga valenciana. Llicenciada en Ciències Polítiques i de l'Administració, ha treballat com a cambrera i com a diputada al Parlament Europeu per Podem.

## Vida personal
Lola Sánchez Caldentey va néixer en 1978 a València, encara que es va criar a Cartagena (Múrcia). El seu pare és arquitecte i la seva mare ama de casa. Té una germana, Teresa.
Va estudiar Ciències Polítiques i Sociologia en la Universitat de Granada, obtenint la llicenciatura en 2003. Després de llicenciar-se, va aconseguir treball com a professora interina de Formació Professional a la Regió de Múrcia, al mateix temps que preparava oposicions, que va aprovar dos cops, encara que sense aconseguir plaça. Aquesta ocupació va durar fins que van començar les retallades en educació causats per la Crisi financera espanyola. Després de quedar aturada va tenir ocupacions esporàdiques com a cambrera o comercial. També va muntar un petit negoci a Cartagena, una tenda d'artesania, que tampoc va donar els seus fruits. Segons va declarar, el fracàs va ser fruit de la crisi i de la pujada de l'IVA decretada pel govern de Mariano Rajoy poc després de l'inici de la legislatura. Davant la impossibilitat d'aconseguir un treball, Lola Sánchez va decidir emigrar tractant de guanyar-se la vida com a professora d'espanyol, pel que va realitzar diversos cursos de postgrau (UNED, Institut Cervantes, Universitat de La Rioja…) per poder abordar l'ensenyament d'un idioma. Va estar a Islàndia, Escòcia i als Estats Units, però la seva experiència a l'estranger es va saldar també amb un fracàs, a causa de la gran quantitat d'espanyols que havia emigrat també amb els mateixos plans de subsistència. Després de tornar, treballà de cambrera a La Manga del Mar Menor.

## Trajectòria política
La carrera política de Lola Sánchez va ser poc rellevant abans d'unir-se a Podem. Va militar breument en el PSOE durant la seva etapa universitària (va abandonar aviat el partit al no sentir-se a gust amb els seus mecanismes de participació interna). Es va unir al Moviment 15-M participant en concentracions i protestes, però va haver d'abandonar les mobilitzacions a causa de la dificultat per guanyar-se la vida. A les eleccions generals espanyoles de 2011 va formar part de la candidatura per Múrcia d'Escons en Blanc.
Després de la creació de Podem al març de 2014, va ser una de les promotores del Cercle Podem de Cartagena i es va presentar a les primàries per triar la candidatura del partit per a les eleccions europees de maig d'aquest any. Va explicar per a això amb el suport de destacats dirigents del nou partit com Juan Carlos Monedero i Pablo Iglesias.
Sánchez va quedar en sisè lloc en les primàries, però va quedar situada en quarta posició en la llista definitiva, ja que la formació segueix una fórmula de "cremallera paritària" en el qual els integrants de les candidatures s'alternen per sexes. Podem va ser el nou partit més reeixit de les eleccions, en aconseguir cinc escons, per la qual cosa Lola Sánchez va ser elegida eurodiputada. Després de les eleccions, va seguir treballant de cambrera fins a la seva incorporació al seu escó.
Juntament amb la resta d'eurodiputats electes, Sánchez va recollir el 13 de juny en el Congrés les seves credencials, pel que va triar la fórmula «sí, prometo aquesta Constitució com a imperatiu legal i com a instrument per retornar la sobirania dels pobles». En la sessió celebrada el 13 de juny de 2014, la Junta Electoral Central va acordar que la fórmula utilitzada per Sánchez complia el requisit previst en l'article 224.2 de la Llei Orgànica de Règim Electoral General. Després de la constitució del Parlament Europeu, es va integrar, igual que els altres eurodiputats de Podem, en el Grup Confederal de l'Esquerra Unitària Europea / Esquerra Verda Nòrdica.
A més d'eurodiputada, Lola Sánchez forma part de l'equip que, liderat per Pablo Iglesias, va preparar l'assemblea constituent de Podem que es va celebrar a la tardor de 2014. La candidatura de l'equip va resultar guanyadora en la votació oberta que es va celebrar els dies 12 i 13 de juny.